# 루베 풋살
루베 풋살(Roubaix Futsal)는 루베를 연고로 하는 프랑스의 풋살 선수단이다.

## 우승 기록
- 리그
  - 우승 (1): 2007-08

- 국내컵
  - 우승 (3): 2005, 2006, 20008

## 같이 보기
- 샹피오나 드 프랑스 드 풋살